# Holmtjärnen (Arjeplogs socken, Lappland)
Holmtjärnen är en sjö i Arjeplogs kommun i Lappland och ingår i Umeälvens huvudavrinningsområde.